# 銭村健四
銭村 健四（ぜにむら たてし、1928年12月1日 - 2000年）は、アメリカ合衆国・ハワイ準州（Territory of Hawaii）出身の元プロ野球選手。日系二世　ポジションは外野手。

## 来歴・人物
実父は広島出身の日系人で「日系人野球の父」と呼ばれた銭村健一郎。現在、高校野球の応援歌としてよく使われる立教大学の第2応援歌「St. Paul’s Will Shine Tonight」は、1927年に日本に遠征したケンイチ率いるフレズノ・アスレチッククラブ（フレスノ野球団）によって立教大学に伝承されたもの。3人兄弟の三男で、兄は上から東洋工業サッカー部に在籍した銭村健次、広島カープに在籍した銭村健三。兄弟3人共、父・健一郎がカリフォルニア州フレズノにあった「フレズノ・アスレチッククラブ（フレスノ野球団）」でプレーしていた時に生まれる。なおプロ野球関連資料ではハワイ準州出身と記載されているため、検証可能性の観点からそれに従う。池井優著『ハロー、マニエル、元気かい プロ野球外人選手列伝②』には、長男・健次はハワイホノルルで生まれたと書かれているが、健三、健四の出生地がどこかはっきり書かれていない。ただ健次がハワイの祖父母宅にいた頃、生後8ヶ月の健四に会ったという記述が見られるため、三兄弟は母がホノルルに帰って産んだのかも知れない。
収容所時代は年齢が満たず、兵役に服することはなかったが、年齢が達すると第二次大戦の後始末で徴兵された。兄・健三はアメリカ国内勤務に就いたが、健四はイタリア勤務となりユーゴスラビアとの国境で任務に就く。一旦帰国するが1950年朝鮮戦争の勃発で再び徴兵され、韓国ソウルから10キロ程南の小高い丘の上の監視所に就く。黄疸を発症し治療のため監視所を降りた翌日、中国共産党軍の攻撃で監視所の兵員30人が全員死亡した。韓国では充分な治療が出来ず、日本へ送られ京都の病院に入院した。知らせを受けた、当時東洋工業（現・マツダ）に勤務していた健次が駆けつけ、ハワイの祖父母宅にいた頃、生後8ヶ月に会って以来23年ぶりの対面を果たした。健康を回復した後、故郷フレズノに帰り、国内勤務を終え、兵役経験者に優先的に与えられる奨学金を得てフレズノ大学に入学。野球部で活躍していた健三を追い同じコースを歩んだ。
1952年、フレズノ大学での活躍が認められ、全米学生選抜の選手として来日。早稲田の広岡達朗・小森光生、慶應の花井悠、関大の大津淳らで固めた日本学生選抜軍相手に主にトップバッターとして駿足好打を披露した。その活躍に目をつけた、健次の勤める東洋工業の松田恒次が健次に「君の弟をカープに入れないか」と誘い、健次は父・健一郎に連絡。健一郎は「銭村一家から職業選手が出るのもいいじゃろ。ただ健四は日本語がようでけんから健三を最初つけてやろう。それにワシが育てた光吉勉といういい投手がおる。このベン光吉と三人で行かせたい」と言った。しかしフレズノから三人を招くには400万円が必要だった。石本秀一カープ初代監督らの尽力により、翌年広島カープが募金で集めた400万円で補強選手として兄・健三、同じく日系二世の光吉と共に来日し1953年シーズンが開始して約2ヶ月たった6月19日入団した。広島駅前広場は三選手を見ようと6000人のファンが集まり「故国へ帰った銭村兄弟」を迎えた。続いてオープンカーによる市中パレードは、天皇巡幸をしのぐ10万人の人出となり、紙吹雪が舞った。三人の加入が人気を呼び、健四と光吉が初出場した6月21日の巨人戦は広島総合球場は同球場始まって以来の超満員となった。
小柄ながら健四は抜群の走塁や好守備でファンをわかせた。一方で同じく入団した光吉勉は肩の故障でいい結果が残せず、兄の健三に至っては「夏休みのアルバイトで来た」と言って8月のシーズン途中に帰ってしまった。二人は日本に馴染めなかったといわれる。
しかし、健四だけは球団に残って大活躍し、広島の中心選手としてプレーを続けた。1953年には金山次郎と一、二番コンビを組み、球団初の4位に貢献。1954年にはオールスターゲームに初出場した。金山にはよくかわいがられ、1955年には同じ日系人で大学の先輩である平山智を自ら招き入団させ、金山、健四、平山の俊足トリオは広島の走る野球の原点となった。1956年に引退し、その後は地元へ戻り日本料理店を経営している。1984年11月10日、フレズノで行われた健一郎17回忌の法要時には健四はフレズノ郡の病院で事務の仕事をしていた。マツダを定年退職した健次夫妻らが集まったが、やはり健一郎の想い出話といえば野球が中心だったという。
2007年5月に日本でも公開されたアメリカ映画 『アメリカンパスタイム 俺たちの星条旗(AMERICN PASTIME)』の主人公ノムラ親子は銭村親子がモデル。映画では銭村健一郎のモデル・カズ・ノムラを中村雅俊が、健四のモデル・ライルをゲイリー・コールが演じた。銭村親子は戦時中の1943年にアリゾナ州ヒラリバー収容所で日系人のベースボールチームを結成しアメリカ人チームと何度も試合をしたが、これを見たパット・モリタも非常に勇気づけられ、その後もアメリカ日系人社会の中で銭村親子と親交を温めたという。
2000年に亡くなったことが、2012年1月27日放送のNHK広島放送局のローカル番組『金曜スペシャル 夢と希望のダイヤモンド 〜ある日系人野球選手の物語〜』にて明らかにされた。

## 詳細情報

### 年度別打撃成績
| 年 度     | 球 団     | 試 合 | 打 席 | 打 数 | 得 点 | 安 打 | 二 塁 打 | 三 塁 打 | 本 塁 打 | 塁 打 | 打 点 | 盗 塁 | 盗 塁 死 | 犠 打 | 犠 飛 | 四 球 | 敬 遠 | 死 球 | 三 振 | 併 殺 打 | 打 率 | 出 塁 率 | 長 打 率 | O P S |
| --------- | --------- | ----- | ----- | ----- | ----- | ----- | -------- | -------- | -------- | ----- | ----- | ----- | -------- | ----- | ----- | ----- | ----- | ----- | ----- | -------- | ----- | -------- | -------- | ----- |
| 1953      | 広島      | 71    | 323   | 292   | 37    | 77    | 14       | 2        | 3        | 104   | 28    | 19    | 11       | 4     | --    | 23    | --    | 4     | 33    | 4        | .264  | .326     | .356     | .682  |
| 1954      | 広島      | 118   | 512   | 471   | 54    | 122   | 23       | 2        | 4        | 161   | 29    | 27    | 9        | 8     | 3     | 29    | --    | 1     | 51    | 11       | .259  | .303     | .342     | .645  |
| 1955      | 広島      | 109   | 446   | 413   | 41    | 89    | 18       | 2        | 3        | 120   | 26    | 19    | 4        | 12    | 0     | 19    | 0     | 2     | 34    | 7        | .215  | .253     | .291     | .544  |
| 1956      | 広島      | 77    | 175   | 163   | 11    | 29    | 1        | 1        | 1        | 35    | 8     | 5     | 2        | 3     | 0     | 9     | 0     | 0     | 11    | 3        | .178  | .221     | .215     | .436  |
| 通算：4年 | 通算：4年 | 375   | 1456  | 1339  | 143   | 317   | 56       | 7        | 11       | 420   | 91    | 70    | 26       | 27    | 3     | 80    | 0     | 7     | 129   | 25       | .237  | .283     | .314     | .597  |

### 記録
- オールスターゲーム出場：1回 （1954年）

### 背番号
- 25 （1953年 - 1954年）
- 7 （1955年 - 1956年）